# Ralph Grey (Ritter)
Sir Ralph Grey of Chillingham (* um 1427; † 1464) war ein englischer Ritter.

## Leben
Sir Ralph Grey war ein Sohn von Sir Ralph Grey of Wark und Elizabeth, Tochter des Henry FitzHugh, 3. Baron FitzHugh.
Seine Familie hatte etliche Besitzungen und Häuser in Northumberland, wie zum Beispiel in Wark, Chillingham, Heaton und Doddington.
Anfang der 1450 war Sir Ralph Lieutenant of Roxburgh Castle und wurde am 4. Mai 1452 durch König Heinrich VI. beauftragt die Angriffe von schottischer Seite unter Führung des Earl of Douglas zu unterbinden.
Ralph Grey war 1455/56 und 1459/60 Sheriff of Northumberland und erhielt 1458 den königlichen Befehl in der Grafschaft Bogenschützen zu rekrutieren.
Laut zweier Quellen war Sir Ralph ein Knight of the Bath.
Während der Rosenkriege kämpfte er zunächst für das Haus York 1461 bei der Schlacht von Towton und 1462 zusammen mit William Hastings, 1. Baron Hastings bei der Belagerung und Eroberung von Alnwick Castle. Die Burg wurde danach in die Verantwortung von Ralph Grey als Constable of Alnwick gegeben. Im Herbst 1462 erstürmte Sir Ralph zusammen mit John Tiptoft, 1. Earl of Worcester Dunstanburgh Castle und im Januar 1463 belagerten und eroberten sie wieder Alnwick Castle, das zuvor durch die Truppen Lancasters zurückerobert wurde.
Sir Ralph wurde aber diesmal unter das Kommando von Sir John Astley, der zum Constable of Alnwick und Bamburgh Castle ernannt wurde, gestellt.
Dies muss Sir Ralph so stark gedemütigt haben, dass er hierauf die Seiten wechselte und im Frühjahr 1463 Alnwick Castle und John Astley an die Lancastertruppen unter Margarete von Anjou übergab.
Bei den Schlachten 1464 in Hedgeley Moor und Hexham kämpfte Sir Ralph für Lancaster und musste nach den Niederlagen fliehen. Er entkam nach Norden und stieß zu Sir Humphrey Neville, der sich in Bamburgh Castle verbarrikadiert hatte.
Im Juni wurde die Burg durch die Yorkisten unter Richard Neville, 16. Earl of Warwick belagert, wobei König Eduard IV. allen Verteidigern Gnade und freies Geleit bei Übergabe der Burg zusicherte, nur die beiden Kommandanten, Sir Ralph Grey und Sir Humphrey Neville, waren von dem Pardon ausgeschlossen.
Sir Ralph war aber entschlossen die Burg bis zum Ende zu verteidigen. Er wurde bei dem Kanonenbeschuss verletzt und geriet nach Fall der Burg in Gefangenschaft.
Er wurde nach Doncaster gebracht und wegen Hochverrat angeklagt. Den Vorsitz hatte der wegen seiner unzähligen Todesurteile berüchtigte John Tiptoft, 1. Earl of Worcester.
Sir Ralph wurde verurteilt und im Juli 1464 in Doncaster enthauptet.

## Ehe und Nachkommen
Sir Ralph Grey war verheiratet mit Jaquetta. Das Paar folgende Nachkommen:
- Sir Thomas ⚭ Margery, Tochter des Ralph Greystoke, 5. Baron Greystoke
- Sir Edward

und eine Tochter.